# 데이브 (영화)
《데이브》(영어: Dave)는 1993년 개봉한 미국의 정치 코미디 영화이다. 아이번 라이트먼이 감독을 맡았고, 케빈 클라인, 시고니 위버, 프랭크 랜젤라, 케빈 던, 빙 레임스, 벤 킹즐리 등이 출연했다.
각본을 쓴 게리 로스는 이 영화를 통해 1994년 제66회 아카데미상 각본상 후보에 올랐다.

## 줄거리
제44대 미국 대통령 윌리엄 미첼과 쌍둥이 형제처럼 닮은 데이브 코빅은 워싱턴D.C. 조지타운에서 직업소개소를 운영하며 각종 이벤트 행사에서 미첼 대통령 역할대행으로 돈을 벌고 있다. 비밀 경호국 요원 두에인 스티븐슨은 데이브에게 시내 모처의 호텔에서 열리는 모임에 미첼 대신 참석해 달라고 요청한다. 데이브는 단순히 보안과 관련해 국가에 봉사할 수 있는 기회라고 생각하지만, 실상은 미첼과 백악관 여직원의 외도를 은폐하기 위한 일종의 속임수였다.
미첼은 여비서와의 밀회를 즐기던 중 심한 뇌졸중으로 혼수상태에 빠진다. 밥 알렉산더 비서실장과 앨런 리드 공보국장은 게리 낸스 부통령에게 대통령이 정신적인 문제로 대통령 업무를 수행할 수 없는 상황이라고 둘러대면서 데이브에게 국가를 위해 계속 대통령 역할을 맡아달라고 설득한다. 오직 밥, 앨런, 대통령의 비밀 경호국(두에인 주임)과 의료진만이 대통령이 가짜라는 사실을 알고 있다.
언론은 이미 미첼이 심각한 뇌졸중을 일으켰다는 사실을 보도했지만 앨런은 미첼이 그저 경미한 뇌혈류 질환을 갖고 있을 뿐이라고 일축하고 업무 수행에 문제가 없다고 발표한다. 밥과 앨런은 낸스를 아프리카 12개국 친선 순방에 보내고 그 사이에 낸스를 저축 대부 조합 사태에 연루시킬 음모를 꾸민다. 낸스 부통령이 사임하면 밥은 가짜 대통령인 데이브로 하여금 자신을 부통령으로 지명하게 하고 데이브도 뇌졸중으로 쓰러진 것처럼 속여서 대통령직 수행이 불가능한 미첼 대신 자신이 대통령 자리에 오를 생각이다.
데이브의 열정은 미첼의 인기를 되살린다. 한편 영부인 엘런 미첼과 미첼 대통령은 금슬이 좋은 부부라는 공적인 이미지와는 대조적으로, 서로 얼굴을 거의 보지 않을 정도로 원수처럼 지내 왔다. 데이브는 노숙자 문제에 특별히 관심을 기울이는 엘런과 함께 노숙자 쉼터를 방문해 연민과 공감을 보인다. 밥은 미첼의 서명을 위조해 쉼터 지원을 포함한 자금 조달 법안에 미첼의 거부권을 발동시키며 명백한 월권 행위를 한다. 밥은 그간 대통령 명의를 내세워 각종 법안들을 자기 입맛대로 통과시키거나 혹은 거부해 왔던 것이다. 엘런은 분노해 데이브에게 이를 따져 묻고, 데이브가 밥에게 항의하자 밥은 데이브가 연방 예산의 다른 내역에서 6억 5천만 달러를 삭감할 수 있다면 그 돈으로 쉼터를 지킬 수 있다고 말한다. 데이브는 회계사인 친구 머리 블럼의 도움을 받아 프로젝트 복원에 필요한 예산을 다시 작성하고 내각과 협업한다. 데이브는 이 일을 방송 기자들이 자리한 국무 회의에서 공개적으로 처리하며 밥의 간섭을 방어한다.
앨런은 자신에게 오랫동안 무관심했던 남편 미첼과 달리 데이브가 자신에게 끌리고 있다는 것을 깨닫고, 데이브를 속여 그가 사실을 폭로하게 한다. 데이브와 두에인은 백악관 지하실에서 엘런에게 생명 유지 장치에 연결된 미첼을 보여준다. 엘런과 데이브는 몰래 하룻밤 함께 외출했다가 다시 백악관으로 돌아오면서 사랑에 빠진다.
다음 날 아침 데이브는 대통령이 바꿔치기된 상황을 대중에게 공개하겠다고 엄포를 놓으며 밥이 사임하도록 압박을 가하고, 모든 미국인들에게 일자리를 제공하는 정부 계획을 발표한다. 며칠 후 낸스는 아프리카에서 돌아와 데이브와 면담하며 저축 대부 조합 사태를 무고한 자신에게 뒤집어 씌우려는 건 너무하지 않냐고 항의한다. 밥은 데이브에게 대항하기 위해 저축 대부 조합 사태에 대통령 미첼이 연루되었음을 입증하는 증거를 폭로하고, 앨런은 밥의 주장이 사실임을 데이브에게 시인한다. 탄핵 위기 속에서도 데이브는 계속해서 일자리 프로그램을 밀고, 밥은 대통령 선거 출마를 위해 은밀히 세력을 모은다. 낸스와 함께 시간을 보낸 후 데이브는 엘런에게 낸스가 좋은 사람이며 훌륭한 대통령이 될 것이라고 말한다.
다음 날 양원 합동 회의 연설에서 데이브는 밥이 의혹을 제시했던 미첼의 모든 죄를 자백하며 스캔들에서의 미첼의 역할을 인정하지만, 앨런에게서 받은 증거 역시 공개하여 밥이 공모자이고 낸스는 결백하다는 것을 입증한다. 연설 방송 중계를 텔레비전으로 시청하던 밥은 앨런이 자신을 배신했음을 깨닫는다. 데이브는 부통령 낸스와 국민들에게 사과한 후 뇌졸중을 일으킨 척하여 구급차에 실려 병원에 도착한다. 이때 진짜 미첼 대통령도 같이 병원으로 실려 가고, 데이브만 몰래 병원을 빠져나와 집으로 돌아간다. 낸스는 미국 수정 헌법 제25조에 의해 대통령 권한 대행이 되고 5개월 후 미첼이 사망했을 때 대통령으로 취임한다. 밥과 미첼 행정부의 다른 구성원 8명은 데이브의 일자리 계획이 통과된 지 이틀 후에 기소된다.
데이브는 시의회에 출마하기로 한다. 선거 사무소에 엘런이 나타나 자원 봉사를 신청하고 데이브와 재회한다. 둘은 집무실로 들어가 열정적으로 입을 맞추고 포옹한다. 가슴에 데이브의 선거 운동 배지를 단 두에인이 집무실 문 앞에서 보초를 선다.

## 출연진
- 케빈 클라인 - 데이브 코빅 / 윌리엄 “빌” 해리슨 미첼 대통령 역
- 시고니 위버 - 엘런 미첼 역
- 프랭크 랜젤라 - 밥 알렉산더 역
- 케빈 던 - 앨런 리드 역
- 빙 레임스 - 두에인 스티븐슨 역
- 벤 킹즐리 - 게리 낸스 부통령 역
- 찰스 그로딘 - 머리 블럼 역
- 페이스 프린스 - 앨리스 역
- 로라 리니 - 랜디 역
- 톰 두건 - 제리 역
- 스티븐 루트 - 돈 듀런버거 역
- 랠프 맨자 - 백악관 전속 이발사 역
- 보니 헌트 - 백악관 투어가이드 역
- 애나 디비어 스미스 - 트래비스 부인 역
- 찰스 핼러핸 - 경찰관 역
- 스테펀 기어라시 - 다수당 대표 역

카메오
- 래리 킹
- 제이 레노
- 존 매클로클린
- 리처드 리브스
- 아널드 슈워제네거
- 벤 스타인
- 올리버 스톤
- 헬렌 토머스
- 샌더 배노커

## 같이 보기
- 더블 스타 (소설)
- 스미스씨 워싱턴에 가다